# 프레데릭 코핀
프레더릭 코핀(Frederick Coffin, 1943년 1월 16일 ~ 2003년 7월 31일)은 미국의 배우, 성우이다.
디트로이트에서 태어났으며 로스앤젤레스에서 사망하였다. 사인은 폐암이다.

## 출연 작품
- 아이덴티티 (2003년)
- 더 베이스 (1999년)
- 메모리얼 데이 (1998년)
- 앤더슨빌 (1996년)
- 아버지의 비밀 (1994년)
- 사랑하는 녀석들 (1994년)
- 드래그스트립 걸 (1994년)
- 웨인즈 월드 (1992년)
- 워쇼스키 (1991년)
- F학점 첩보원 (1991년)
- 복수무정 (1990년)
- 아웃 콜드 (1989, Out Cold)
- 머나먼 대서부 (1989년)
- 25시의 추적 (1988년) - 랄프 역
- 데스티니 (1988년)
- 비정의 탐정 (1987년)
- 베드룸 윈도우 (1987년) - 제섭 형사 역
- 마지막 홈런 (1985년)
- 알렉스 실종 사건 (1983년)
- 어둠 속에 홀로 (1982년)
- 마더스 데이 (1980년)
- Great Performances - 리어 왕 (1974년)

### 텔레비전
- 코작 (1976-77)
- 블루문 특급 (1985)
- 스트레인저 (1986, The Deliberate Stranger)
- 댈러스 (1987)
- L.A. 로 (1987-93)